# Arbeteta
Arbeteta ist ein Ort und eine Gemeinde (municipio) mit 16 Einwohnern (Stand: 2024) im Südwesten der Provinz Guadalajara in der Autonomen Gemeinschaft Kastilien-La Mancha. 

## Lage und Klima
Arbeteta liegt in einer Höhe von ca. 990 m in der Kulturlandschaft der Alcarria. Die Entfernung zur westsüdwestlich gelegenen Provinzhauptstadt Guadalajara beträgt ca. 85 Kilometer (Fahrtstrecke). Das Klima ist gemäßigt bis warm; Regen (588 mm/Jahr) fällt übers Jahr verteilt.

## Bevölkerungsentwicklung
| Jahr      | 1970 | 1981 | 1991 | 2001 | 2011 | 2021 |
| Einwohner | 139  | 56   | 51   | 64   | 47   | 20   |

## Sehenswürdigkeiten
- Burgruine von Arbeteta
- Nikolauskirche

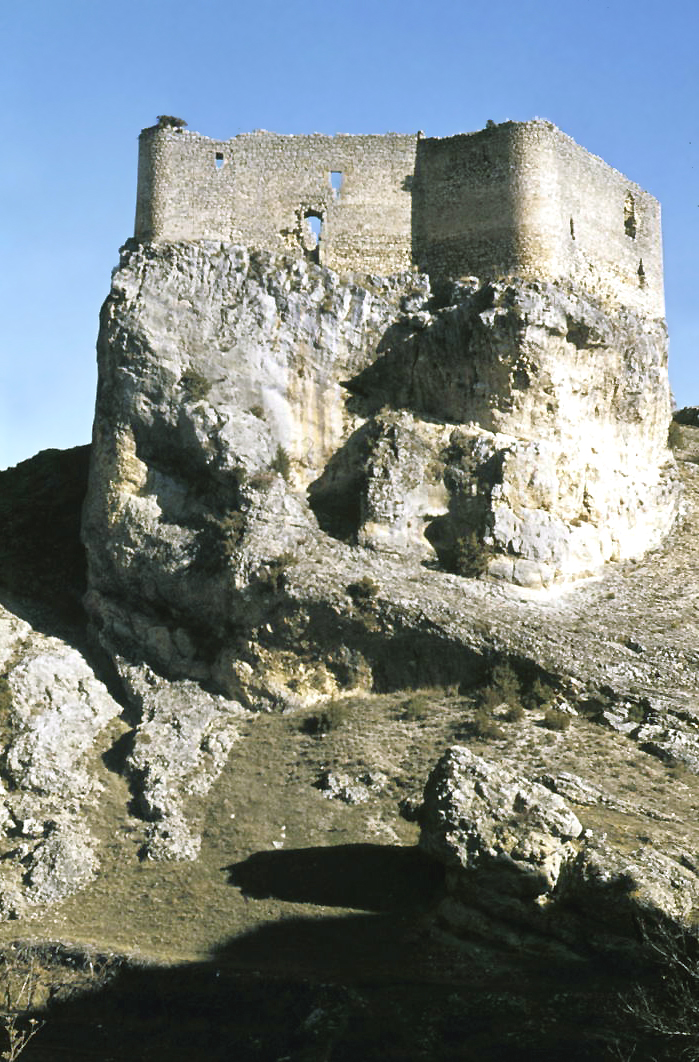
Burgruine